# Élections sénatoriales de 2020 en Charente-Maritime
Les élections sénatoriales en Charente-Maritime ont lieu le dimanche 27 septembre 2020. Elles ont pour but d'élire les sénateurs représentant le département au Sénat pour un mandat de 6 ans.

## Contexte départemental
Lors des élections sénatoriales de 2014 en Charente-Maritime, trois sénateurs ont été élus selon un mode de scrutin proportionnel.
Depuis, tous les effectifs du collège électoral des grands électeurs ont été renouvelés, avec les élections départementales françaises de 2015, les élections régionales françaises de 2015, les élections législatives françaises de 2017 et les élections municipales françaises de 2020.

## Sénateurs sortants
| Sénateur | Sénateur        | Parti | Fonctions lors de l'élection en 2014              |
| -------- | --------------- | ----- | ------------------------------------------------- |
|          | Bernard Lalande | DVG   | Maire de Montendre                                |
|          | Daniel Laurent  | LR    | Sénateur sortant, maire de Pons                   |
|          | Corinne Imbert  | LR    | Conseillère générale, maire de Beauvais-sur-Matha |

## Présentation des listes et des candidats
Les nouveaux représentants sont élus pour une législature de 6 ans au suffrage universel indirect par les 1 735 grands électeurs du département. En Charente-Maritime, les sénateurs sont élus au scrutin proportionnel plurinominal. Leur nombre reste inchangé, trois sénateurs sont à élire et cinq candidats doivent être présentés sur la liste pour qu'elle soit validée. Chaque liste de candidats est obligatoirement paritaire et alterne entre les hommes et les femmes. Plusieurs listes seront déposées dans le département. Elles sont présentées ici dans l'ordre de leur dépôt à la préfecture et comportent l'intitulé figurant aux dossiers de candidature.

### Parti socialiste
| N° | Candidats | Candidats         | Parti | Principales fonctions                                     |
| -- | --------- | ----------------- | ----- | --------------------------------------------------------- |
| 01 |           | Mickaël Vallet    | PS    | Conseiller départemental, maire de Marennes-Hiers-Brouage |
| 02 |           | Karine Dupraz     | DVG   | Conseillère départementale                                |
| 03 |           | Jacky Émon        | PS    | Conseiller régional                                       |
|    |           |                   |       |                                                           |
| 04 |           | Micheline Bernard | PS    | Maire de Forges                                           |
| 03 |           | Éric Authiat      | PS    | Maire de Tonnay-Charente                                  |

### Divers gauche
| N° | Candidats | Candidats           | Parti    | Principales fonctions                               |
| -- | --------- | ------------------- | -------- | --------------------------------------------------- |
| 01 |           | Bernard Lalande     | DVG      | Sénateur sortant                                    |
| 02 |           | Catherine Benguigui | PS diss. | Adjointe au maire de La Rochelle                    |
| 03 |           | Jean-Pierre Servant | LREM     | Maire de La Ronde                                   |
|    |           |                     |          |                                                     |
| 04 |           | Françoise Mesnard   | PS diss. | Conseillère régionale, maire de Saint-Jean-d'Angély |
| 05 |           | Christophe Boulle   | PS diss. | Adjoint au maire de Montendre                       |

### Les Républicains
| N° | Candidats | Candidats        | Parti | Principales fonctions                                 |
| -- | --------- | ---------------- | ----- | ----------------------------------------------------- |
| 01 |           | Daniel Laurent   | LR    | Sénateur sortant                                      |
| 02 |           | Corinne Imbert   | LR    | Sénatrice sortante, conseillère départementale        |
| 03 |           | Stéphane Villain | LR    | Conseiller départemental, maire de Châtelaillon-Plage |
|    |           |                  |       |                                                       |
| 04 |           | Sylvie Marcilly  | DVD   | Conseillère départementale, maire de Fouras           |
| 05 |           | Christophe Cabri | LR    | Conseiller départemental, maire de Jonzac             |

### Rassemblement national
| N° | Candidats | Candidats                        | Parti | Principales fonctions                                                  |
| -- | --------- | -------------------------------- | ----- | ---------------------------------------------------------------------- |
| 01 |           | Séverine Werbrouck               | RN    | Conseillère régionale, conseillère municipale de Saint-Pierre-d'Oléron |
| 02 |           | Jean-Marc de Lacoste-Lareymondie | RN    | Conseiller régional                                                    |
| 03 |           | Rachel Cointet                   | RN    |                                                                        |
| 04 |           | Richard Guérit                   | RN    | Conseiller municipal de Marennes-Hiers-Brouage                         |
| 05 |           | Nathalie Collard                 | RN    |                                                                        |

## Résultats
| Tête de liste                                                                             | Tête de liste            | Liste                    | Voix  | %     | Sièges |  |
| ----------------------------------------------------------------------------------------- | ------------------------ | ------------------------ | ----- | ----- | ------ |  |
|                                                                                           | Daniel Laurent           | Divers droite (LR)       | 828   | 47,21 | 2      |  |
| Liste d'union pour la réussite de la Charente-Maritime                                    |                          |                          | 828   | 47,21 | 2      |  |
|                                                                                           | Mickaël Vallet           | Parti socialiste         | 500   | 28,51 | 1      |  |
| Une gauche aux côtés des territoires                                                      |                          |                          | 500   | 28,51 | 1      |  |
|                                                                                           | Bernard Lalande          | Divers gauche (LREM)     | 372   | 21,21 | 0      |  |
| Agir pour la Charente-Maritime                                                            |                          |                          | 372   | 21,21 | 0      |  |
|                                                                                           | Séverine Werbrouck       | Rassemblement national   | 54    | 3,08  | 0      |  |
| Liste localiste présentée par le Rassemblement national pour le rééquilibrage territorial |                          |                          | 54    | 3,08  | 0      |  |
|                                                                                           |                          |                          |       |       |        |  |
| Votes valides                                                                             | Votes valides            | Votes valides            | 1 754 | 99,04 |        |  |
| Votes blancs                                                                              | Votes blancs             | Votes blancs             | 9     | 0,51  |        |  |
| Votes nuls                                                                                | Votes nuls               | Votes nuls               | 8     | 0,45  |        |  |
| Total                                                                                     | Total                    | Total                    | 1 771 | 100   | 3      |  |
| Abstention                                                                                | Abstention               | Abstention               | 21    | 1,17  |        |  |
| Inscrits / participation                                                                  | Inscrits / participation | Inscrits / participation | 1 792 | 98,83 |        |  |